# حرب الاستقلال التشيلية

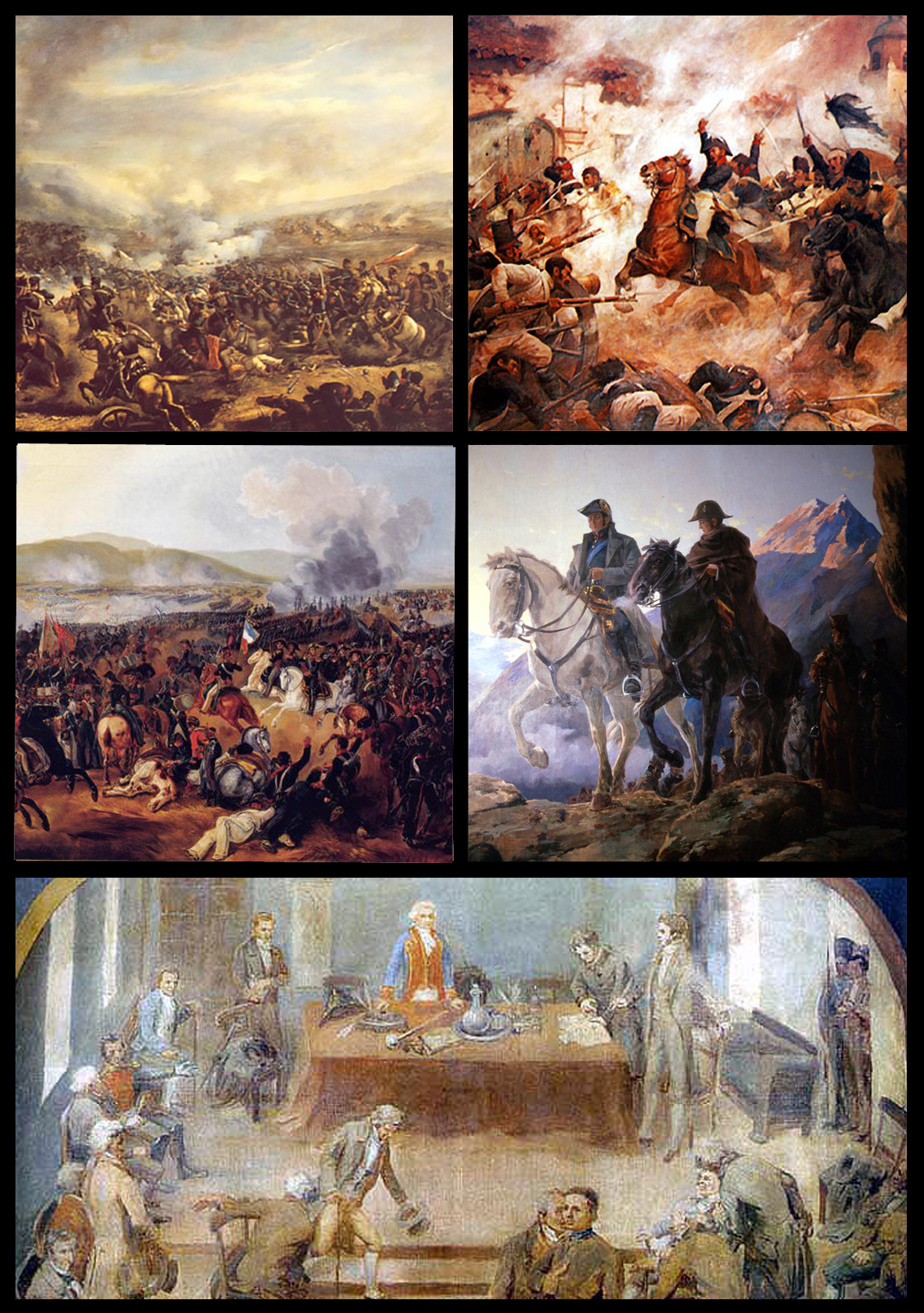
كلية استقلال تشيلي

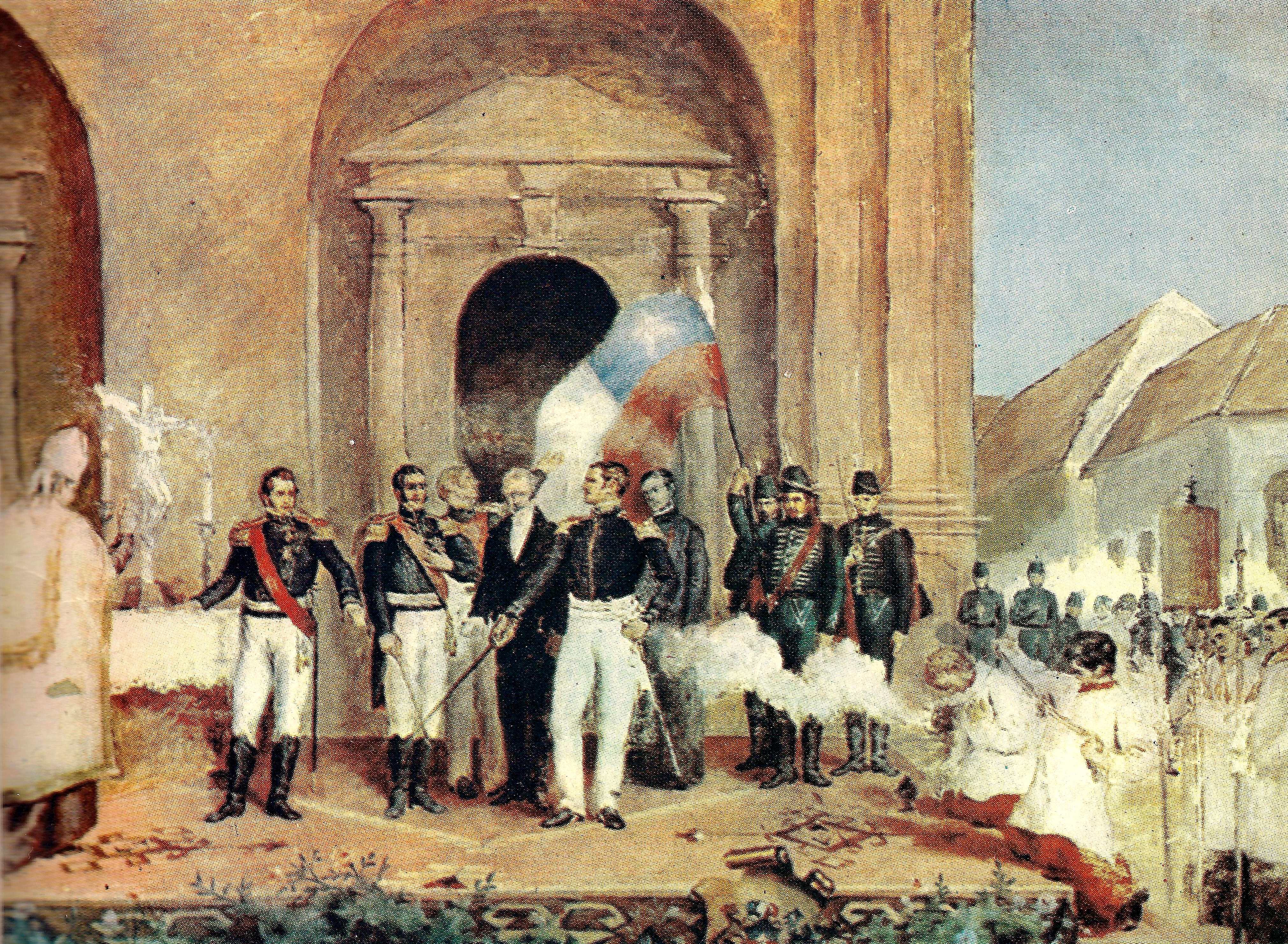
تعهد باستقلال شيلي. (1850-1906).

كانت حرب الاستقلال التشيلية هي حرب بين الكريوليين التشيليين المؤيدين للاستقلال، الذين يبحثون عن الاستقلال السياسي والاقتصادي عن إسبانيا، والكريوليين الملكيين الذين يدعمون استمرار الولاء للقيادة العامة في التشيلي وعضوية الإمبراطورية الإسبانية.

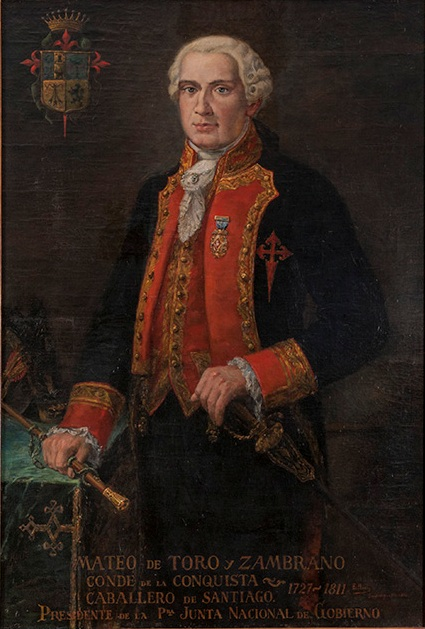
ماتيو دي تورو زامبرانو

تقليديًا، يعود تاريخ بداية الحرب إلى 18 سبتمبر 1810. بناءً على بنود الاتفاقات المُبرمة لتحديد نهايتها، استمرّت حتى عام 1821، عندما هزم خوسيه دي سان مارتن القوّات الملكية. أو حتى عام 1826، عندما استسلمت آخر القوّات الإسبانية وجرى دمج أرخبيل التشيلي ضمن جمهورية التشيلي. أصدرت التشيلي رسميًا إعلان الاستقلال في 12 فبراير 1818 واعترفت به إسبانيا رسميًا في عام 1844، عندما أُقيمت علاقات دبلوماسية خالصة.
كانت حرب الاستقلال التشيلية جزءًا من حروب الاستقلال الأمريكية الإسبانية الأكثر إثارة. لم يحظ الاستقلال بالإجماع بين التشيليين، الذين كانوا منقسمين بين أنصار الاستقلال والملكيين. ما بدأ كحركة سياسية بين النخب ضد القوّة الاستعمارية، انتهى به المطاف إلى حربٍ أهلية شاملة. تقليديًا، تنقسم العملية إلى ثلاث مراحل: الوطن الأم القديم، (1810-1814)؛ واستعادة الأراضي (1814-1817)؛ والوطن الأم الجديد (1817-1823).

## الخلفية
في بداية عام 1808، كانت القيادة العامة لتشيلي -أحد أصغر وأفقر المستعمرات في الإمبراطورية الإسبانية- تحت إدارة لويس مونيوث دي غوزمان، الحاكم الملكي القدير والمحترم والمحبوب. في مايو 1808، أدّت الإطاحة بتشارلز الرابع وفرديناندو السابع، وحلول جوزيف بونابرت محلّهما، واندلاع حرب الاستقلال الإسبانية إلى إغراق الإمبراطورية في حالة من الهيجان. في غضون ذلك، كانت التشيلي تواجه مشاكلها السياسية الداخلية. تُوفّي الحاكم غوزمان فجأة في فبراير من عام 18008 ولم يتمكن الملك من تعيين حاكمٍ جديد قبل الغزو. بعد فترةٍ انتقالية مؤقّتة قصيرة قادها خوان رودريغيز باليستيروس، ووفقًا لقانون الخلافة المعمول به في ذلك الوقت، جرى الإعلان عن المنصب وتولّي منصب كبير القادة العسكريين، وصادف أن يكون ذلك الشخص هو العميد فرانسيسكو غارسيا كاراسكو.
تولّى غارسيا كاراسكو منصب حاكم التشيلي في أبريل وأغسطس ووصل خبر الغزو النابليوني لإسبانيا وتشكيل الطغمة العسكرية المركزية العليا لحكم الإمبراطورية في غياب ملك شرعي للبلاد. في غضون ذلك، أجرت كارلوتا خواكينا، شقيقة فرديناندو وزوجة ملك البرتغال، والتي كانت تعيش في البرازيل، محاولات للحصول على إدارة المستعمرات الإسبانية في أمريكا اللاتينية. وبما أن والدها وشقيقها محتجزان في فرنسا، فقد اعتبرت نفسها وريثةً لعائلتها الأسيرة. زُعم أنه كان من بين خططها إرسال جيوش لاحتلال بوينس آيرس وشمال الأرجنتين وتنصيب نفسها ملكةً على لابلاتا.
كان العميد غارسيا كاراسكو رجلًا ذو أخلاق فجة وسلطوية، فقد تمكّن بعد مرور وقتٍ قصير جدًا على قيادته من عزل نُخب الكريول. وبالفعل كان في التشيلي، كما هو الحال في معظم أمريكا اللاتينية، هناك بعض التحريض على الاستقلال ولكنها كانت في حدّها الأدنى ومكثّفة في مؤامرة غير مجدية من تريس أنتونيوس في عام 1781. غالبية الناس كانوا من الملكيين المتحمّسين ولكن جرى تقسيمهم إلى مجموعتين: أولئك الذين فضّلوا الوضع الراهن والحق الإلهي لفرديناندو السابع (المعروفون باسم مؤيدي الحكم المطلق) وأولئك الذين أرادوا إعلان كارلوتا خواكينا باسم الملكة (المعروفون باسم الكارلوتيون). تشكّلت مجموعة ثالثة من أولئك الذين اقترحوا حلول مجلس عسكري محلي من المواطنين البارزين محلّ السلطات الإسبانية، والذي من شأنه أن يشكّل حكومة مؤقتة للحكم في غياب الملك وإسبانيا المستقلة (المعروفون باسم أنصار المجلس العسكري).
في عام 1809، تورّط الحاكم غارسيا كاراسكو نفسه في قضية فساد صارخة (فضيحة العقرب) التي تمكنت من تدمير ما تبقى من السلطة الأخلاقية التي تركها هو أو منصبه. منذ تلك اللحظة بدأ الضغط من أجل إزاحته عن الحكم. في يونيو 1810، وصلت أخبار من بوينس آيرس أن قوّات نابليون بونابرت قد غزت الأندلس وفرضت حصارًا على قادس، آخر المعاقل ضد الفرنسيين على الأراضي الإسبانية. علاوة على ذلك، تنحّت الطغمة المركزية العليا، التي حكمت الإمبراطورية على مدار العامين الماضيين، لصالح مجلس الوصاية على الحكم. نجح غارسيا كاراسكو، الذي كان من مؤيدي مجموعة الكارلوتيين، في تضخيم المشاكل السياسية من خلال اتخاذ تدابير تعسفية وقاسية، من تلك التدابير الاعتقال والترحيل إلى ليما (عاصمة البيرو) دون اتباع الإجراءات القانونية الواجبة للمواطنين المشهورين والبارزين اجتماعيًا عندما يراوده أدنى شك بتعاطفهم مع فكرة المجلس العسكري. ومن بين المعتقلين خوسيه أنطونيو دي روخاس وخوان أنطونيو أوفالي وبرناردو دي فيرا يي بينتادو.
انتشرت حركة الحكم الذاتي أيضًا، المستوحاة من ثورة مايو في الأرجنتين، عن طريق النخبة الكريولية. لقد استاءوا من الاعتقالات غير القانونية، بالإضافة إلى الأخبار التي تفيد بأن قادس كان كل ما تبقى من إسبانيا الحرة، وهذا ما متّن أخيرًا من معارضتهم للحاكم. جرى إيقاف العميد غارسيا كاراسكو من العمل في منصبه وأُجبر على الاستقالة في 16 يوليو 1810، ليحلّ محلّه في المقابل الضابط الأقدر المقبل، ماتيو دي تورو زامبرانو كونت لاكونكيستا، على الرغم من أن الحاكم الشرعي، فرانسيسكو خافيير دي إليو، قد عيّنه بالفعل نائب الملك في البيرو.
كان الكونت تورو زامبرانو، بكل المقاييس، اختيارًا غير تقليديٍ بكل ما تحمله الكلمة من معنى. لقد كان رجلّا طاعنّا في السن (كان عمره 82 عامًا آنذاك)، علاوة على ذلك، كان تورو «كريولو» (شخص مولود في المستعمرات) بدلًا من أن ينتمي إلى «شبه جزيرة» (شخص مولود في إسبانيا). مباشرة بعد تعيينه في يوليو، بدأ أنصار حكم المجلس العسكري في الضغط عليه من أجل الحصول على تشكيل المجلس العسكري. في أغسطس، أقسمت محكمة الاستئناف الملكية (الإسبانية: Real Audiencia) قسم الولاء العام أمام مجلس الوصاية وأمام جمهور هائل، مما زاد من الضغط على الحاكم لتحديد موقفه. بعد التردّد لبعض الوقت حول مناصرة أي طرف من الأطراف، وافق تورو زامبرانو أخيرًا على عقد اجتماع مفتوح في كابيلدو (مجلس المدينة) في سانتياغو لمناقشة القضية. حُدّد الموعد في 18 سبتمبر 1810 في الساعة 11 صباحًا.

## الوطن الأم القديم

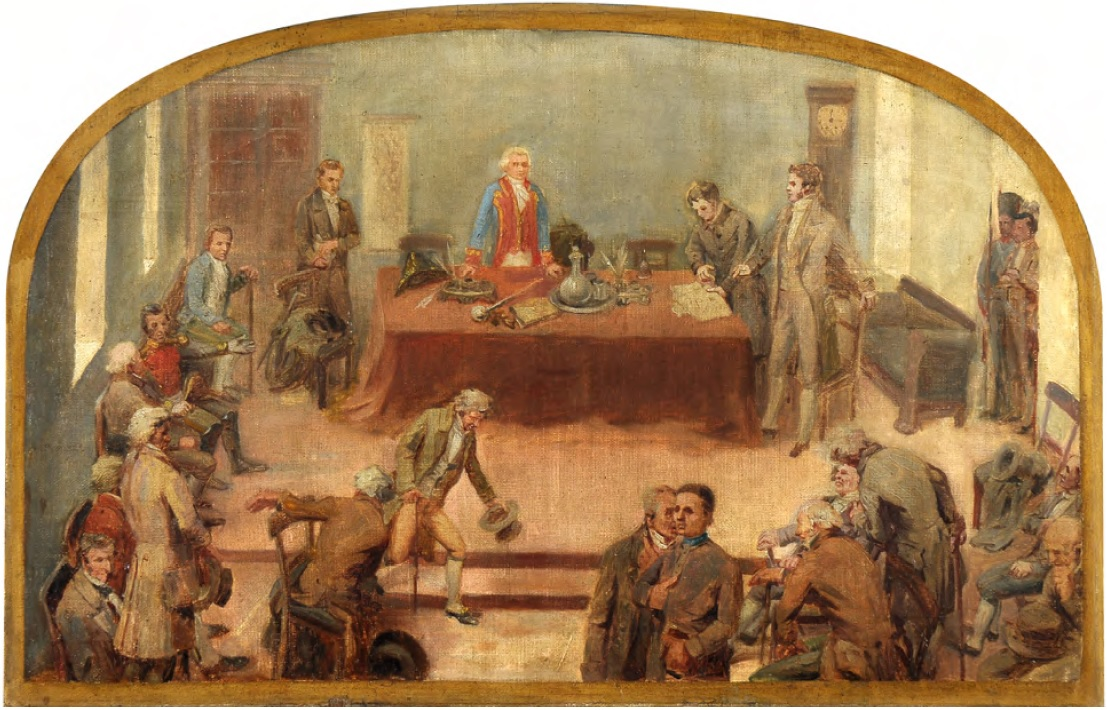
الجلسة الافتتاحية للمجلس الأول

### المجلس العسكري الأول
من البداية، اتخذ أنصار المجلس العسكري المبادرة السياسية. بمجرد استدعاء مجلس المدينة، أصبح بمقدورهم تعيين أعضائهم في اللجنة المكلّفة بإرسال الدعوات، وبالتالي التلاعب بقوائم الحضور لتخدم مصلحتهم الخاصة. في جلسة 18 سبتمبر، انتزعوا الصدارة وسط صيحات «¡Junta queremos!» «نحن نريد المجلس العسكري!» وافق الكونت تورو زامبرانو، عقب مواجهته لهذا العرض العلني للقوّة، على مطالبهم بإيداع هراوته الاحتفالية أعلى الطاولة الرئيسية والقول «إليكم الهراوة، خذوها واحكموا بها».
جرى منح حكومة المجلس العسكري في مملكة التشيلي، والمعروف أيضًا باسم المجلس العسكري الأول، نفس السلطات التي يتمتّع بها الحاكم الملكي. كان أول تدبير له هو أن يقسم الولاء لفرديناندو السابع كملك شرعي. وانتُخب الكونت تورو زامبرانو رئيسًا، ووُزّعت بقية المناصب بالتساوي بين جميع الأحزاب، لكن القوّة الحقيقية تُركت في يد الوزير خوان مارتينيز دي روزاس. بعد ذلك شرع المجلس العسكري في اتخاذ بعض الإجراءات الملموسة التي كانت تعبّر عن تطلّعات المستعمرين منذ زمنٍ طويل: فقد أنشأ ميليشيا للدفاع عن المملكة، وأصدر مرسومًا يقضي بحرية التجارة مع جميع الدول المتحالفة مع إسبانيا أو المحايدة، وفرض رسوم جمركية فريدة من نوعها بنسبة 134% على جميع الواردات (باستثناء المطابع والكتب والبنادق التي جرى تحريرها من جميع الضرائب) ومن أجل زيادة تمثيلها، أمر لحضورها في المؤتمر الوطني. على الفور، بدأت المؤامرة السياسية بين النخبة الحاكمة، مع ورود أنباء عن الاضطرابات السياسية والحروب في أوروبا في كل حين. تقرر في نهاية المطاف إجراء انتخابات المؤتمر الوطني، التي ستتألف من 42 ممثلًا، في عام 1811.

## انظر ایضا
- حرب الاستقلال الأرجنتينية
- أنطونيو دي كوينتانايلا

- كاميلو هينريكز
- كارلوتا خواكينا
- فرنسيسكو غارسيا (سياسي)
- أنطونيو خوسيه دي سوكري
- توماس كوكرين، إيرل دندونالد العاشر
- مانويل رودريغيز (سياسي)
- ماريانو أوسوريو
- خوسيه دي سان مارتين
- خوسيه فرناردو دي أباسكال إيه سوسا
- خوسيه ميغيل كاريرا
- خوان مارتينيز دي روزاس
- رامون فريري
- سيمون بوليفار
- فيسنتي بينافايدز
- غويلرمو ميلر